# Bezvučna palatalna afrikata
Bezvučna palatalna afrikata ili bezvučna alveopalatalna afrikata suglasnik je koji je rijedak u jezicima svijeta, a u međunarodnoj fonetskoj abecedi za njega se koristi simbolom [t̠͡ɕ].
Glas postoji u standardnom hrvatskom i dijelu štokavskog narječja; suvremeni pravopisi hrvatskog jezika koriste se simbolom ć, (vidjeti slovo ć).
Osim toga, glas postoji i u drugim jezicima poput mandarinskog, lužičkosrpskog, tajskog (piše se kao „จ”) i poljskog jezika (piše se kao „ć” ili „ci”, odatle je simbol i preuzet u hrvatski pravopis).
Glas je sličan bezvučnoj postalveolarnoj afrikati, a standardni je hrvatski jezik jedan od rijetkih jezika u kojem se razlikuju ta dva fonema.
Karakteristike su:
- po načinu tvorbe jest sibilantna afrikata
- po mjestu tvorbe jest palatalni suglasnik
- po zvučnosti jest bezvučan.

Glas se nalazi u 2,7 % jezika zabilježenih u bazi podataka UPSID.

## Vanjske poveznice
- UCLA Phonological Segment Inventory Database (UPSID)(eng.)